# Prazosină
Prazosina este un medicament antihipertensiv, fiind utilizat în tratamentul hiperplaziei benigne de prostată și al hipertensiunii arteriale. Acționează ca antagonist selectiv al receptorilor alfa-1, fiind un alfa-blocant. Este un derivat de chinazolină. Calea de administrare disponibilă este cea orală.

## Utilizări medicale
Prazosina este utilizată în tratamentul hipertensiunii arteriale și în tratamentul obstrucției urinare și al simptomelor obstructive și iritative asociate cu hiperplazia benignă de prostată.